# Katangi, Balaghat
Katāngi är en ort i Indien.   Den ligger i distriktet Bālāghāt och delstaten Madhya Pradesh, i den centrala delen av landet, 800 km söder om huvudstaden New Delhi. Katāngi ligger 351 meter över havet och antalet invånare är 15 321.
Terrängen runt Katāngi är platt åt sydost, men åt nordväst är den kuperad. Runt Katāngi är det ganska tätbefolkat, med 172 invånare per kvadratkilometer. Katāngi är det största samhället i trakten. Trakten runt Katāngi består till största delen av jordbruksmark.